# Janvier 2004

## Actualités du mois

### Jeudi1erjanvier2004
- Union européenne :
  - L’Irlande prend la présidence de l’Union européenne remplaçant ainsi l’Italie dont la présidence a été critiquée pour son échec sur la question de la constitution européenne.
  - Depuis une semaine, sept vols internationaux à destination des États-Unis n’ont pu prendre le départ parce que les autorités américaines, en alerte orange, jugeaient le risque d’une attaque terroriste trop élevé.
- France :
  - Lors de la nuit de la Saint-Sylvestre :
    - 324 véhicules ont été incendiés. Le ministère de l’Intérieur note que « la tradition des voitures incendiées se perpétue », mais se félicite, toutefois, d’un recul global de 50 véhicules par rapport à l’année dernière.
    - À Paris, sur l’avenue des Champs-Élysées, environ deux mille « jeunes » sèment la terreur, malgré la mobilisation de 4500 policiers : 161 passants et 53 policiers sont blessés, des dizaines de vitrines brisées et de magasins pillés. La préfecture de police, quant à elle, indique que « Aucun incident majeur n’a été relevé ».

- -     - Alors qu’ils ont respecté ce contrat qui fait peser sur eux un soupçon de paresse, l’Assedic le rompt unilatéralement. Révoltés par la brutalité de la mesure, de nombreux chômeurs pensent spontanément à agir en justice et se tournent vers les syndicats et organisations de chômeurs, qui les aident à constituer des dossiers individuels.

- Haïti : début des festivités du bicentenaire de l’indépendance de l’île. Celles-ci ont commencé dans la violence lors de heurts entre opposants et partisans du président haïtien Jean-Bertrand Aristide.

### Vendredi2 janvier 2004
- Union européenne : le président de la Commission européenne, l’Italien Romano Prodi, a déclenche une nouvelle tempête politique en Italie en attaquant le bilan de Silvio Berlusconi à l’issue des six mois de présidence italienne de l’Union européenne.
  - La présidence italienne a été marquée par l’échec du sommet de Bruxelles en décembre, à l’issue duquel les pays membres n’ont pas réussi à se mettre d’accord sur un projet de Constitution européenne.
  - Cette présidence a aussi vu l’Allemagne et la France s’affranchir des règles du Pacte de stabilité malgré les remontrances de la Commission.
  - Romano Prodi aurait comme ambition de revenir sur la scène politique italienne et prendre la tête de l’opposition de centre-gauche à l’issue de son mandat européen fin 2004.
    - Selon un sondage publié par l’hebdomadaire de gauche Espresso, Romano Prodi obtiendrait 48,8 % des voix contre 32,2 % pour Silvio Berlusconi, s’il présentait une liste aux prochaines européennes.
- États-Unis :
  - Le Département de l'Agriculture des États-Unis (USDA) refuse la réouverture partielle des frontières au bétail canadien avant la conclusion d’une enquête sur le premier cas de maladie de la vache folle aux États-Unis.
  - Terrorisme : Le président du comité national de sécurité de l’Association américaine des pilotes de ligne (ALPA), propose la création d’une base de données qu’alimenteraient les remarques des quelque 67 000 pilotes et 115 000 agents de bord américains, et qu’une agence fédérale spécialisée pourraient exploiter.
- Iran : le gouvernement iranien rejette la proposition américaine d’envoi d’une délégation humanitaire dans le cadre de l’assistance fournie après le séisme qui a dévasté la ville de Bam le 26 décembre.
- Asie : signature d’un accord de libre-échange entre 7 pays d’Asie du Sud, qui regroupent 20 % de la population mondiale, en vue de la suppression des tarifs douaniers entre ces pays d’ici le 1er janvier 2006.
- Sciences de l'Univers :
  - La sonde spatiale Stardust traverse, vers 19h40 GMT, la queue de la comète Wild 2, en vue de collecter des échantillons dont le retour sur terre est prévu en 2006.
  - Selon des chercheurs canadiens, le système planétaire d’une étoile sur dix de notre galaxie offrirait des conditions propices au développement de la vie.

### Samedi3 janvier 2004
- Égypte : un Boeing 737 appartenant à la compagnie aérienne égyptienne Flash Airlines, effectuant un vol charter (Vol 604 Flash Airlines), et transportant 148 passagers dont 133 Français et membres d’équipage, s’abîme en mer Rouge, à une dizaine de kilomètres des côtes, peu après son décollage de l’aéroport de la station balnéaire de Charm el-Cheikh : aucun survivant.
  - Une polémique se développe à propos de l’entretien des appareils de la compagnie Flash Airlines.

### Dimanche4 janvier 2004
- Italie : les administrateurs de Parmalat demanderont cette semaine de nouveaux financements pour permettre au géant laitier italien de poursuivre son activité, alors que l’enquête sur la faillite frauduleuse du groupe s’étend à plusieurs grandes banques étrangères.
- États-Unis : San Francisco et Santa Fe viennent, à la demande mouvement anti-pauvreté, de se doter d’un salaire minimum spécifique, en haussant le taux horaire minimum à 8,50 $US, créant les conditions, comme certains économistes l’avancent, d’un micro-climat économique. Dans tout le pays, 110 agglomérations américaines obligent déjà leurs entreprises contractantes à donner un salaire minimum plus élevé aux ouvriers.
  - Le salaire moyen à San Francisco est de 17 $US et cette mesure concerne 54 000 personnes. Au niveau national le salaire minimum moyen est à 5,15 $US.
  - Une personne qui travaille à temps plein et qui touche le minimum fédéral reçoit un salaire qui le place automatiquement en deçà du seuil de pauvreté établi aux États-Unis.
  - Rapport du coût de l’immobilier : Sur une base 100 à New York, Chicago est à 105, Boston est à 121, San Francisco est à 167, et Montréal est à 29.
- Afghanistan : les 502 délégués de la Loya Jirga (l’assemblée traditionnelle afghane ou Grand conseil) ont adopté une nouvelle constitution de type présidentiel, pour la « République islamique d’Afghanistan », après 3 semaines de débats houleux et émaillés d’incidents qui ont mis en évidence les divisions ethniques du pays.
- Géorgie : L’avocat pro-occidental Mikheil Saakachvili, l’un des leaders de la « Révolution des roses », qui avait, le 23 novembre 2003, fait chuté l’ancien président Edouard Chevardnadze, est élu président de la République de Géorgie, avec 96,7 % de voix (83 % de participation).
  - Cependant, les deux principaux concurrents de Mikheil Saakachvili n’ont pas été autorisés à se porter candidats, et que l’OSCE (Organisation pour la sécurité et la coopération en Europe), qui avait estimé que les élections législatives du 7 décembre dernier constituaient « une régression de la démocratie », n’a cette fois, posé aucune réserve.
- L’Inde et le Pakistan multiplient les gestes de rapprochement dont le plus spectaculaire a été l’annonce d’une rencontre aujourd’hui entre le premier ministre indien et le président pakistanais.
- Israël-Palestine : un proche du premier ministre Ariel Sharon, le député-maire de Raanana, Uzi Cohen, préconise le transfert des habitants de la Cisjordanie vers le nord de la Jordanie, où pourrait être créé un État palestinien, et précisant : « Au cas où ils refuseraient, des plans doivent être mis au point pour les expulser par la force ».
- Espace : le robot Spirit, premier des deux robots jumeaux lancés par la NASA au printemps 2003, s’est posé sur la planète Mars, et il a transmis ses premières images après un atterrissage parfait.
  - Sa première mission se déroule dans le cratère Gusev, suspecté d’avoir contenu de l’eau. Il a envoyé les premières images en noir-et-blanc de la surface conformément au programme de la NASA.
- Évolution humaine : selon une étude japonaise, les jeunes mordus d’appareils portables, ont développé une dextérité exceptionnelle avec leurs pouces. Ces adolescents peuvent taper avec leurs pouces sur un cellulaire une quantité incroyable de mots en une minute, sans même regarder l’écran. Leurs pouces sont devenus plus musclés et flexibles que ceux de leurs parents, et cette transformation leur permet de les utiliser pour d’autres fonctions.
- La France :  Yvonne Lenard a gagné une prix pour le Trésor du Temps.

### Lundi5 janvier 2004
- Union européenne :
  - Selon des analystes, face à l’envolée de l’euro qui pourrait menacer une reprise économique encore fragile, les gouvernements et la Banque centrale européenne se renvoient la balle, mettant en lumière l’absence d’une politique de taux de change cohérente en zone euro.
  - Edgar Bronfman, président du Congrès juif mondial, et Cobi Benatoff, président du Congrès juif européen, accusent, dans une interview au Financial Times, la Commission européenne de « trahison morale en matière d’antisémitisme » – http://www.upjf.org/documents/showthread.php?s=&threadid=5834
- Organisation du traité de l'Atlantique nord : Le onzième Secrétaire général de l’OTAN, Jaap de Hoop Scheffer de nationalité hollandaise, a pris ses fonctions pour un premier mandat de quatre ans. Il succède à Lord Robertson, qui a occupé ce poste de 1999 à 2003.
- Égypte : (Égypte) -- Les recherches ont continué à Charm el-Cheikh en mer Rouge pour retrouver l’épave de l’avion charter égyptien qui s’est abîmé au large. Dans la soirée, une équipe française a « capté quelque chose » qui pourrait être le signal d’une boîte noire de l’appareil.
- Environnement : selon une étude de la NASA, les suies de toutes sortes, émises principalement par les centrales thermiques au charbon, l’industrie lourde et les moteurs à combustion comme les diesels, seraient responsables de 25 % du réchauffement climatique.
- Espace : Le robot américain Spirit a réalisé les premières photographies en couleur de son environnement sur Mars, et les a envoyé à la NASA pour les assembler afin de former une vue panoramique, première carte postale à haute définition de la planète rouge.
  - la caméra panoramique de Spirit doit prendre 75 images et chacune de ces photos est prise cinq fois, avec un filtre différent, pour permettre le rendu en couleur et à haute définition, à 360 degrés.
- Burundi : les rebelles hutus burundais des Forces nationales de libération (FNL), dernier mouvement en guerre contre le gouvernement de transition du Burundi, acceptent de négocier avec le président burundais Domitien Ndayizeye et annoncent, dans le même temps, la levée de l'ultimatum qu'ils avaient lancé le 31 décembre contre le président de la conférence épiscopale du Burundi, Mgr Simon Ntamwana, à qui ils avaient donné 30 jours pour quitter le pays, après que celui-ci les a accusés d'avoir « exécuté » le 29 décembre le nonce apostolique au Burundi, Mgr Michael Courtney.

### Mardi6 janvier 2004
- Union européenne : plusieurs députés européens ont reçu des lettres piégées dont deux au moins ont explosé hier sans faire de victime. Les lettres ont été affranchies à Bologne, d’où avaient été envoyées en décembre quatre premières lettres piégées adressées à plusieurs responsables européens. La police italienne soupçonne des anarchistes opposés au « nouvel ordre européen ».
- États-Unis : la dette globale des ménages aux États-Unis s’élevait à 1 980 milliards $US en octobre 2003, et qui a plus que doublé en dix ans pour atteindre des niveaux records difficilement supportables pour nombre de familles américaines.
- Le cyclone Heta ravage l’île de Niue faisant 2 victimes et des dégâts considérables dans toute l’île.
- Égypte : les équipes de recherche ont réussi à localiser au large de Charm el-Cheikh, une des boîtes noires de l’appareil, mais elle se trouve entre 600 et 800 mètres sous le niveau de la mer, à une trop grande profondeur pour pouvoir être récupérée dans l’immédiat.
- Inde – Pakistan : les deux puissances nucléaires d’Asie du Sud qui se sont déjà livré trois guerres en un demi-siècle, ont annoncé hier leur décision de rouvrir dès le mois prochain des pourparlers « globaux » sur tous les sujets qui les opposent, au premier rang desquels figure le Cachemire.
- Iran : Les autorités iraniennes sont inquiètes d’une répétition possible du drame de Bam, rasée à 90 % le 26 décembre par un séisme d’une magnitude 6,8 sur l’échelle de Richter, tuant plus de 30 000 habitants dans leur sommeil, dans la région à risque sismique de Téhéran. Elles envisageraient de déplacer la capitale vers une zone plus sûre, ont indiqué hier la presse et des responsables iraniens. Un séisme comme celui de Bam tuerait plus de 700 000 personnes dans la capitale.
- Turquie : du 6 au 8 janvier, visite officielle du président syrien Bachar el-Assad, il s’agit de la première visite officielle d’un président syrien en Turquie.
  - Les deux pays affirment leur opposition à l’éventualité, évoquée la veille par le gouvernement américain, d’un Kurdistan irakien indépendant. Ces deux pays détenant des territoires de l’ex-Kurdistan, le renouveau d’un Kurdistan sur les territoires irakiens pourraient amener à l’instabilité dans la région.
- Chine : Le gouvernement chinois en décidant d’abattre 10 000 civettes, révèle l’ampleur croissante de la consommation et des trafics d’animaux sauvages, et souligne le lien possible entre la contamination par le virus du SRAS (syndrome respiratoire aigu sévère) et la consommation de viande sauvage qui pose des problèmes sanitaires nouveaux tout en menaçant la survie de nombreuses espèces.

### Mercredi7 janvier 2004
- Grande-Bretagne : grâce à l’érosion du dollar américain face à l’euro, les métaux précieux (à l’exception du palladium) voient leur prix bondir à des records jamais atteints depuis plusieurs années.
- Italie : le scandale de l’affaire Parmalat éclabousse maintenant les banques, alors que la justice tente d’éclaircir leur rôle avant le krach financier du géant agroalimentaire et que la colère des fournisseurs et des épargnants gronde. Parmelat a été déclaré insolvable le 27 décembre et placé sous tutelle de l’État après la découverte d’un trou comptable évalué pour l’heure de 8 à 13 milliards d’euros.
- États-Unis : Le président George W. Bush présente un plan de régularisation temporaire de 8 à 12 millions d’immigrés clandestins, en majorité d’origine mexicaine.
- Brésil : les nouveaux contrôles de sécurité dans les aéroports et ports américains, avec prise d’empreintes et de photo pour les étrangers dotés d’un visa, provoquent une vive tension avec le Brésil, seul pays au monde à avoir décidé la réciprocité pour les citoyens américains. Les Américains constituent le plus fort contingent de visiteurs étrangers arrivant au Brésil par voie aérienne avec 582 000 personnes en 2002.
- Irak : 35 soldats américains ont été blessés hier par des tirs de mortier contre une base américaine située à l’ouest de Bagdad.

### Jeudi8 janvier 2004
- France :
  - Le Parlement français vote le texte sur la confiance dans l’économie numérique (LEN) qui constitue notamment la première étape législative du plan RESO 2007 initié par le Premier ministre Jean-Pierre Raffarin.
  - La multinationale québécoise Alcan a réussi à obtenir plus de 97 % du capital et des droits de vote de Pechiney à la date d’expiration de l’offre rouverte, le 23 décembre dernier, et pourra procéder à une offre publique de retrait et à un retrait obligatoire de façon à acquérir l’ensemble des titres Pechiney restants.
- États-Unis : Le Fonds monétaire international (FMI) a appelé les États-Unis à élaborer un projet clair de retour à l’équilibre de leur budget, en soulignant l’impact limité des récents allègements fiscaux et les risques créés par le déséquilibre des finances publiques pour la croissance, aux États-Unis comme dans le reste du monde.
- Chine : du 8 au 10 janvier : visite officielle à Pékin et à Hong Kong du ministre français de l’intérieur Nicolas Sarkozy, avec à la clé, la signature d’un accord en vue de réduire l’immigration clandestine chinoise vers la France.
- Irak : La Fondation Carnegie indique dans un rapport que l’administration du président George W. Bush a « systématiquement présenté de manière inexacte la menace constituée par les armes de destruction massive et les programmes de missiles balistiques irakiens ».
- Soudan : Signature d’un important accord, pour l’autonomie, entre le gouvernement de Khartoum et l’Armée populaire de libération du Soudan (SPLA). Le conflit oppose le sud du pays, à majorité chrétienne et animiste, au nord, arabo-musulman. 20 ans d’un conflit qui a fait environ 1,5 million de morts. L’accord aborde le partage moitié-moitié des revenus pétroliers (300 000 barils de brut par jour), l’administration de la banque centrale du pays et la création d’une commission de suivi de la production pétrolière.

### Vendredi9 janvier 2004
- Union européenne : la commission européenne souhaite assouplir les contraintes nationales sur le cinéma, en redéfinissant le régime d’aides publiques aux œuvres cinématographiques et télévisuelles et en permettant aux producteurs subventionnés de choisir plus librement dans quels pays de l’Union européenne (UE) ils tourneront.
- Royaume-Uni : David King, conseiller scientifique principal du premier ministre britannique Tony Blair, affirme que : « Les changements climatiques constituent une menace probablement plus dangereuse pour la planète que le terrorisme (...) Les États-Unis, première source mondiale de gaz à effet de serre (le cinquième des émissions planétaires annuelles), devraient prendre la menace des changements climatiques plus au sérieux (...) L’administration Bush a commis une erreur majeure en se retirant du protocole de Kyoto, en prétendant que l’économie américaine s’en porterait plus mal ».
- Canada :
  - Le ministère fédéral de l’Agriculture et de l’Agroalimentaire a décidé d’abandonner son projet de mise au point d’une souche de blé génétiquement modifié, mené avec le géant de la biotechnologie Monsanto.
  - Lors de la mégapanne d’août 2003 qui a plongé dans le noir la majeure partie de l’Ontario et une bonne portion du nord-est des États-Unis, quelque 50 millions de personnes ont alors été affectées par la défaillance, qui a pris naissance en Ohio le 14 août et a déclenché une série de pannes en cascade. Le gouvernement fédéral a dû appliquer alors un plan d’urgence datant de la guerre froide, et qui était nettement dépassé. Il a besoin d’une sérieuse révision, pour refléter la nouvelle réalité des événements qui pourraient survenir en Amérique du Nord, y compris des cyberattaques, des incidents attribuables au terrorisme et des défaillances d’infrastructures essentielles résultant d’une panne d’électricité ».
- En Irak :
  - Attentat contre une mosquée chiite de Baaqouba, au nord de Bagdad, pendant la prière du vendredi : 5 morts et 38 blessés, alors que 6 autres personnes trouvaient la mort dans divers incidents armés.
  - Washington souhaite que l’ONU revienne dans le pays
  - Le Pentagone indique que l’ex-dictateur Saddam Hussein est considéré comme un « prisonnier de guerre ennemi », et précise que ce statut ne modifie en rien les conditions de sa détention, dont le lieu est toujours tenu secret.
  - Dans le sud de l’Irak, les affrontements entre des centaines d’Irakiens et les soldats Britanniques se sont poursuivis, au lendemain de heurts qui avaient fait au moins cinq morts parmi les manifestants, et alors qu’un influent dirigeant chiite s’opposait à Washington sur la souveraineté de l’Irak.
- Israël : Le gouvernement a exigé que la Syrie « cesse son soutien « au terrorisme » pour reprendre les négociations de paix. Au même moment, à Tel-Aviv environ 100 000 personnes ont manifesté contre le projet de démanteler des colonies juives.
- Libye : Le collectif des familles des 170 victimes de l’attentat contre le DC-10 d’UTA en (1989) ont signé à Paris, un accord avec les représentants de la Fondation Kadhafi, au terme duquel le dédommagement des ayants droit de chaque victime est fixé à un million de dollars US.
- Turquie : Le gouvernement turc signe la 13e protocole de la Convention européenne des droits de l'homme abolissant la peine de mort.
- Hong Kong : Découverte d’un nouveau cas suspect de SRAS sur un patient de 35 ans, dans la province chinoise voisine du Guangdong, d’où était partie l’épidémie il y a un peu plus d’un an.
  - La pneumonie atypique était apparue dans le Guangdong en novembre 2002, avant de se répandre dans une trentaine de pays, principalement d’Asie, faisant 774 morts, dont 349 en Chine et 299 à Hong Kong, et plus de 8000 malades.

### Samedi10 janvier 2004
- Informatique : Un problème peut apparaitre avec les timestamps version Unix. La date est en effet stockée en nombre de secondes depuis 1970, sur un entier 32 bits. En C, une moyenne avec (time_t)((t1 + t2) / 2) ou (time_t)((t1 + t2) >> 1), un problème peut apparaitre. On peut alors utiliser (time_t)(t1 + ((t2 - t1) >> 1)) ou, si le compilateur supporte les entiers 64 bits, (time_t)(((long long)t1 + t2) >> 1).

### Dimanche11 janvier 2004
- États-Unis : l’ancien secrétaire d’État au Trésor, Paul O’Neill explique, lors d’une interview sur CBS, que l’invasion de l’Irak, a été décidée dès l’entrée en fonction du nouveau président George W. Bush en janvier 2001. Paul O’Neill avait dû démissionner en décembre 2002 pour s’être opposé à la nouvelle politique fiscale.
- En Irak :
  - À Amara à 320 km au sud-est de Bagdad, affrontements violents entre des centaines d’Irakiens, qui réclament du travail, et les soldats britanniques, à la suite des heurts qui avaient fait au moins cinq ou six morts parmi les manifestants.
  - À Bassorah, deux Irakiens travaillant avec la coalition ont été tués.
  - À Mossoul, quatre obus de mortier ont explosé hier devant le bureau de l’Union patriotique du Kurdistan, sans faire de blessés.
  - À Takrit, un ancien milicien de Saddam Hussein accusé de meurtre et de recel d’armes a été arrêté, et plusieurs miliciens des Brigades Badr, bras armé du Conseil suprême de la révolution islamique en Irak (CSRII, chiite), ont aussi été interpellés dans cette ville, fief de Saddam Hussein.
  - Le grand ayatollah Ali al-Husseini al-Sistani, très écouté par les chiites qui représentent 60 % des 25 millions d’Irakiens, a pris position hier contre la procédure de transfert de souveraineté mise au point par les États-Unis et le Conseil intérimaire de gouvernement (CIG).
    - Ce religieux d’origine iranienne, le plus influent du pays, exige l’élection directe, et non par de grands électeurs, d’une Assemblée nationale provisoire à laquelle seront soumis le projet de Constitution et les accords concernant la présence des forces de la coalition après le transfert le 1er juillet.
- Iran, le Conseil des gardiens de la Constitution déclare inéligibles 3605 candidats (sur 8157) aux prochaines élections législatives, dont 84 députés réformateurs sortants. Ces élections sont prévues le 20 février prochain.
  - La plupart des candidats ont été rejetés pour « non-respect de l’islam » et « non-fidélité à la Constitution et au principe de Velayat Fagih », primauté du religieux dans les affaires politiques, dont découlent les pouvoirs étendus du guide suprême. Parmi les candidats rejetés figurent la petite-fille de l’imam Ruhollah Khomeiny (le fondateur de la République islamique), Zahra Eshraghi, et son époux Mohammad Reza Khatami, frère du président Mohammad Khatami et chef du Front de la participation (FP), principal parti réformateur au Parlement.
  - Des manifestations de protestation se déroulent devant le parlement.
- Israël : Environ cent mille personnes ont manifesté à Tel-Aviv contre le démantèlement des colonies juives, entrepris à l’intigation d’Ariel Sharon. L’Armée israélienne, précise que seulement 3 colonies étaient occupées sur la trentaine d’implantations démantelées.

### Lundi12 janvier 2004
- Nations unies : Selon l’organisation des Nations unies pour l’alimentation et l’agriculture, les mesures adoptées dans plusieurs pays pour contrer la maladie de la vache folle sont insuffisantes pour rassurer les consommateurs. Il est nécessaire de renforcer les tests de dépistage et les mesures de prévention dans les pays où la maladie a fait son apparition, afin de tester tous les animaux âgés de plus de 30 mois. ESB
- Union européenne : La Commission européenne préconise dans un rapport l’accueil de nouveaux immigrés d’origine extra-européenne.
  - Marie-Thérèse Hermange, députée française au Parlement européen, sur la liste de Nicolas Sarkozy, qualifie ce rapport de « satisfaisant dans son ensemble ».
- En France :
  - Le projet de loi pour la confiance dans l’économie numérique a été adopté en seconde lecture par l’Assemblée nationale. Cette décision a soulevé une vague de protestations de la part du monde de l’Internet français (FAI en premier lieu) et des organisations de défense des droits de l’homme. Plus d’info dossiers économie numérique ou bien encore Assemblée nationale 1 (PDF) et Assemblée nationale 2 (PDF).
  - Le tribunal de commerce de Paris a condamné la banque américaine Morgan Stanley à verser 30 millions d’euros de dommages et intérêts pour préjudice moral au groupe de luxe français LVMH Moët Hennessy Louis Vuitton, qui l’accusait d’avoir publié durant trois ans « des informations systématiquement erronées et biaisées » et d’avoir porté préjudice à son image pour un montant de 100 millions d’euros.
- Italie : Une réforme de la chaîne de contrôle de la gouvernance d’entreprise et de la tutelle de l’épargne s’impose aux dirigeants italiens alors que le pays découvre jour après jour l’ampleur du gouffre financier laissé par les anciens gestionnaires du groupe Parmalat aujourd’hui en prison.
- Suisse : Le groupe Adecco, no 1 mondial du travail temporaire, a révélé, tout en restant très vague, la découverte dans ses comptes d’irrégularités dans les activités nord-américaines de Adecco Staffing, l’obligeant à repousser sine die la publication de ses résultats financiers, une annonce qui effraie les investisseurs et provoque la chute de son cours de bourse, jusqu’à 48 % sur le marché de Zurich.
- Amériques : du 12 au 13 janvier, à Monterrey au Mexique, 5e Sommet des Amériques, trente-trois chefs d’États et de gouvernement latino-américain, autour du président George W. Bush. Deux absents : le président cubain Fidel Castro et le nouveau premier ministre canadien Paul Martin.
  - Opposition ferme des présidents Vénézuélien Hugo Chávez, Brésilien Luiz Inácio Lula da Silva, Argentin Néstor Kirchner et Chilien Ricardo Lagos, au projet d’une zone de libre-échange des Amériques (ZLEA) qui s’étendrait de l’Alaska à la Terre de Feu, à l’exclusion de Cuba.
  - En marge du sommet, George W. Bush a obtenu un solide soutien de son homologue mexicain Vicente Fox au sujet de ses nouvelles propositions relatives à l’immigration, lors d’une rencontre visant à apaiser les tensions entre les deux pays.
- Économie :
  - L’envolée de l’euro inquiète grandement la BCE. La devise de l’Union européenne établit un nouveau record de tous les temps par rapport au billet vert, et atteint 1,289 8 $US avant de repartir un peu à la baisse, après les déclarations du premier ministre français, Jean-Pierre Raffarin, et du patron de la Banque centrale européenne, le Français Jean-Claude Trichet, faisant part de leur inquiétude.
  - Les États-Unis annonce leur intention de relancer les négociations commerciales mondiales en vue d’une libéralisation accrue des échanges, et proposent l’élimination totale des subventions agricoles à l’exportation, récoltant les félicitations de la Commission européenne.
- Informatique : Un groupe de physiciens et d’informaticiens viennent de présenter la prophilographie appliquée par ordinateur à l’archéologie. Cette nouvelle technologie permet ainsi à l’archéologie de faire un bond technologique remarquable, en reconstituant informatiquement les poteries avec une objectivité inégalée.
  - Des centaines de milliers de tessons de poterie vont pouvoir être exhumer des placards, numérisés, analysés et permettre la reconstitution virtuelle (forme, dimensions, style) des poteries auxquelles ils appartenaient.
  - Grâce à la prophilographie appliquée par ordinateur, les archéologues vont économiser des milliers d’heures de travail fastidieuses, passées à manipuler les tessons de poterie pour un travail de puzzle.

### Mardi13 janvier 2004
- Union européenne : la Commission européenne, sous la pression de l’Espagnol Pedro Solbes, saisit la Cour européenne de justice (CEJ) contre la décision du Conseil des ministres européens des Finances du 25 novembre 2003, d’autoriser la France et l’Allemagne à se soustraire provisoirement aux critères du pacte de stabilité, et prend le risque hier de relancer la crise politique sur ce pacte.
- France : dans le cadre de l ’Affaire Vincent Humbert, sa mère Marie Humbert est mise en examen pour « administration de substances toxiques ». Le lendemain, 14 janvier, le docteur Frédéric Chaussoy est lui aussi mis en examen pour « empoisonnement avec préméditation ».
- Grande-Bretagne : suicide dans sa cellule d’Harold Shipman, tueur en série condamné pour le meurtre de 15 personnes et soupçonné de celui de 215 autres (au minimum).
- Italie : la Cour constitutionnelle invalide la loi accordant l’immunité au chef du gouvernement, adoptée en juin 2003. Silvio Berlusconi perd son immunité et verra la probable reprise rapide du procès dans lequel il est accusé de corruption de magistrats.
- Le Sommet des Amériques s’est terminé par un accord pour lancer aux dates prévues, c’est-à-dire en janvier 2005, la zone de libre-échange des Amériques (ZLEA), qui englobera 800 millions d’habitants. Les États-Unis n’ont pas obtenu l’inclusion d’une « clause de transparence ».
- Canada : Le peuple des Innus des Sept-Îles (Uashat-Maliotenam) réclament un milliard de $can et entament des poursuites contre le Québec, le gouvernement fédéral d’Ottawa et la société Hydro-Québec.
- États-Unis : Alan Greenspan, le très écouté président de la Réserve fédérale américaine, promet une amélioration de l’emploi « de façon assez significative ». L’emploi reste le maillon faible de la reprise américaine qui a atteint +8,2 % en rythme annuel, (chômage de 5,7 % en novembre 2003). Depuis le début 2001, les États-Unis ont perdu 2,4 millions d’emplois alors que le pays n’est pas en crise ; cette situation inédite fait craindre aux économistes de voir s’établir durablement une dichotomie entre croissance et emploi, alors que les gains de productivité sont très importants : +9,4 % en rythme annuel.
- En Irak :
  - Le gouvernement américain, revient sur sa décision du 9 décembre 2003 d’écarter des appels d’offres des contrats de reconstruction, les pays n’ayant pas rejoint les pays de la coalition, mais à la condition que ces pays « coopèrent à nouveau pleinement » avec les États-Unis.
  - À Bagdad, des femmes manifestent, contre l’annonce par le Conseil intérimaire de gouvernement irakien de l’abolition du code de la famille de 1959, qui était le plus avancé du monde arabo-musulman. Dans cette affaire les médias occidentaux sont restés aussi discrets que les chancelleries.
  - Selon le quotidien al-Azzaman (Le Temps), Saddam Hussein aurait négocié sa reddition.
- Iran : à la suite de la décision du Conseil des gardiens de la Constitution rendant inéligibles 3600 candidats aux prochaines élections législatives sur huit mille, le président Mohamed Kathami demande au Conseil de réexaminer cette décision.

### Mercredi14 janvier 2004
- Espagne : Le premier ministre espagnol José María Aznar, en visite à Washington, propose l’établissement d’ici 2015, d’une « zone économique atlantique », fondée sur le démantèlement des barrières économiques entre l’Union européenne et les États-Unis. De plus il a affirmé : « Je ne crois pas en l’exception culturelle européenne ».
- France : le gouvernement nomme pour la première fois, en tant que préfet, un Français d’origine kabyle et issu de l’immigration, il s’ait de Aïssa Dermouche, directeur de l’ESC de Nantes. Lors des jours suivants, plusieurs actes de malveillance et attentats, pourront être liés à cette nomination, sans aucun élément permettant de trouver des suspects.
  - le 18, attentat à l’explosif contre sa voiture.
  - le 25, attentat conte l’entrée de l’ESC de Nantes.
  - le 29, explosion d’une bombinette dans el lycée fréquenté par son fils.
- États-Unis :
  - Le président George W. Bush annonce une nouvelle étape pour la conquête de l'espace. Deux objectifs clairs :
    - D’une part, le retour d’astronautes américains sur la Lune entre 2015 et 2020, suivi de l’installation d’une base permanente, afin de préparer des missions habitées vers mars et au-delà.
    - D’autre part, effectuer un vol humain en direction de la planète Mars.
    - Autre information donnée, une nouvelle navette spatiale devrait voir le jour.

  - Le président George W. Bush entend relancer d’ici la présidentielle de novembre son plan de défense de la famille et du mariage comme institution sociale, avec un budget de 1,5 milliard $US en cinq ans pour un programme en faveur du mariage, qui comprend des dispositions en faveur de la famille, des incitations à travailler plutôt que de percevoir l’assurance-chômage, maisaussi la simplification des règles d’adoption et la responsabilisation des pères.
- Iran : à la suite de la décision du Conseil des gardiens de la Constitution rendant inéligibles 3600 candidats aux prochaines élections législatives sur huit mille, le Guide suprême Ali Khamenei demande au Conseil de réexaminer cette décision.
- Israël : Attentat-suicide par une heune palestinienne du Hamas, Reem Reisha, au point de passage d’Erez, dans la bande de Gaza : 4 morts (dont trois soldats) et 7 blessés.

### Jeudi15 janvier 2004
- En France :
  - Un laboratoire français annonce qu’après la caulerpa taxifolia, une nouvelle espèce invasive envahit la Méditerranée, la Caulerpa racemosa. Voir Le Monde
  - Le Bugaled-Breizh, chalutier du Guilvinec (Finistère) subit une implosion et sombre avec ses cinq marins, au large du Cap Lizard au sud-ouest de l’Angleterre : aucun survivant.
- Canada : Le gouvernement canadien, dans une lettre envoyée à Donald Rumsfeld, confirme son intention de participer au financement du programme américain de défense antimissile
- Afghanistan : Les milices ont commencé, à remettre leurs armes lourdes aux forces gouvernementales, dans le cadre du programme de collecte des armes, qui se poursuit avec le soutien de l’OTAN.
- Irak : 150 congressistes du « Groupe indépendant des femmes irakiennes » dans le cadre d’une conférence sur le statut et le rôle de la femme, sont inquiètes de leur futur statut dans le « nouvel Irak ».
  - Le Conseil de gouvernement a abrogé, le 29 décembre dernier, le code de la famille en vigueur depuis 1959, considéré comme l’un des plus avancés des pays musulmans, ce qui revient à laisser de facto aux instances religieuses le soin de régler des questions comme le divorce, le mariage, la garde des enfants...
  - Différentes intervenantes ont déclaré : « C’est une régression terrible, ils essaient de nous faire revenir à l’âge de pierre (...) Je me suis battue toute ma vie pour l’égalité des sexes, j’ai eu beaucoup d’espoir à la chute du régime de Saddam Hussein et je constate que toutes les promesses sont trahies (...) le régime était très mauvais, mais le code de la famille était une bonne loi, et nous en étions satisfaites (...) si le code est abrogé, ce sont les religieux qui vont gérer nos affaires ».
- Liban : Le gouvernement libanais a annoncé hier la reprise dans les prochains jours des exécutions capitales, après une parenthèse de six années, suscitant la réprobation de l’Union européenne, des associations des droits de l’homme et de personnalités politiques.
- Turquie : du 15 au 16 janvier, visite officielle de Romano Prodi, président de la Commission européenne (première visite depuis 1963), qui déclare : « Grâce aux efforts entrepris ces dernières années, la Turquie est plus proche que jamais de l’Union ».
- Espace : Le robot d’exploration Spirit a posé ses six roues sur le sol de la planète rouge pour la première fois depuis son arrivée il y a près de deux semaines. Charles Elachi, le directeur du JPL a déclaré : « Mars est aujourd’hui notre bac à sable et nous sommes prêts à jouer et à apprendre ».
  - Spirit devrait déployer son bras robot et prendre ses premières photos avec un système d’imagerie microscopique, puis devrait commencer un voyage tortueux en direction d’un cratère situé à environ 250 mètres.
- En Nascar, la course de Daytona 500 est remportée par Dale Earnhardt Jr.

### Vendredi16 janvier 2004
- Forum social mondial : du 16 au 21 janvier, à Goregaon, dans la banlieue nord de Bombay en Inde, 4e Forum social mondial qui devrait rassembler entre 80 000 et 100 000 participants, originaires de 130 pays. Après le Brésil et Porto Alegre, ce rendez-vous de la contestation d’une mondialisation libérale choisit et un pays d’Asie de plus de un milliard d’habitants. Les militants occidentaux vont devoir se confronter à des modes de pensée, à des organisations et à des problèmes que beaucoup ignorent. Un millier de conférences, d’ateliers et d’événements culturels seront organisés pendant ce forum
- États-Unis : Le « roi de la pop-music », Michael Jackson, a plaidé non coupable hier au tribunal de Santa Maria, en Californie qui lui a formellement signifié les charges retenues contre lui. L’artiste, âgé de 45 ans, est accusé d’agressions sexuelles sur mineur de 14 ans[1] et d’administration d’ « agent intoxiquant », entre le 7 février et le 10 mars 2003. Libéré en échange du versement d’une caution de trois millions $US, il ne cesse de clamer son innocence.
  - Dans une interview à la CBS, il a déclaré : « Les gens pensent au sexe. Mon esprit ne fonctionne pas de cette façon. Lorsque je vois des enfants, je vois le visage de Dieu. C’est pourquoi je les aime tant. Je n'irais jamais rien faire de sexuel à un enfant! ».
  - Dans un documentaire britannique diffusé en février 2003, Michael Jackson y reconnaissait avoir partagé son lit avec des enfants dans son ranch, ajoutant que lui dormait par terre.
  - En 1993, un garçon de 13 ans avait déjà accusé le chanteur d’agression sexuelle. Aucune preuve ne sera trouvée. Néanmoins, Sony Music, la maison de disques de Jackson, lui conseille de couper court à cette affaire en la réglant à l'amiable sous forme d'arrangement financier avec la famille de l'adolescent.
- Égypte : Dans la nuit du 16 au 17, puis le 18 janvier, les deux boîtes noires de l’appareil de Flash Airlines qui s’était abîmés en mer Rouge, le 3 janvier dernier, sont récupérées après beaucoup d’efforts et l’intervention technique de la marine française et du robot sous-marin Scorpio 2000.
- Israël-Palestine : Israël menace ouvertement de relancer ses opérations d’élimination des dirigeants du mouvement radical palestinien Hamas, notamment son chef spirituel le cheikh Ahmed Yassine, tenu personnellement responsable du dernier attentat commis par une Palestinienne qui a fait exploser la charge qu’elle portait sur elle à Erez, principal point de passage entre la bande de Gaza et Israël, tuant quatre Israéliens.
- Maroc : le projet de réforme du code de la famille (Moudawana), présenté par le roi Mohammed VI du Maroc, est voté à l’unanimité par la Chambre des députés.
- Santé : Le Viêt Nam et Taïwan ont ordonné l’abattage massif contaminées par la grippe aviaire et a interdit toute vente. Une association de consommateurs accuse la Thaïlande de dissimuler un foyer d’épidémie.
- Internet : Inauguration du premier site Internet francophone de téléchargement de musique légal, [archambaultzik.com], avec une banque initiale de 15 000 chansons, que le consommateur peut télécharger contre paiement.

### Samedi17 janvier 2004
- France : Près de vingt mille manifestants à Paris, à la suite de l’appel du Parti des musulmans de France, contre le projet de loi visant à interdire le port de signes religieux ostensibles à l’école publique.
- Pologne : Du 17 au 18 janvier, visite officielle du premier ministre espagnol José María Aznar à Varsovie. Il déclare que les deux pays doivent entretenir un « partenariat stratégique » au sein de l’Union européenne.
- Irak : L’armée américaine lance à Bagdad, l’opération « Détermination de fer », visant « les chefs des cellules et les trésoriers de la guérilla », pour contrer les actions de résistance qui s’intensifient.
- OGM : Selon une étude de International Service for the Acquisition of Agri-biotech Applications, la production d’aliments biotechnologiques croît à un rythme supérieur à 10 % dans le monde malgré le débat et la controverse entourant les risques et les bénéfices pouvant en découler, par exemple, le nombre d’hectares consacrés aux récoltes d’organismes génétiquement modifiés a augmenté de 26 % au Canada en 2003. et concerne aujourd’hui 4,4 millions d’hectares (3e au rang mondial derrière les États-Unis et l’Argentine).

### Dimanche18 janvier 2004
- Espagne : Un imam d’une mosquée de Madrid défendant le droit de battre les femmes écope de 15 mois de prison. Parmi les conseils donnés : « « Il ne faut jamais frapper dans une situation de colère exacerbée et aveugle pour éviter des maux plus grands (...) Ne jamais frapper des parties sensibles du corps (visage, poitrine, ventre, tête) (...) Les coups doivent être donnés sur des parties du corps comme les pieds ou les mains, avec une baguette fine et légère qui ne laisse pas de cicatrices (...) Le but est de causer une souffrance psychologique et non d’humilier ou de maltraiter physiquement ».
- France :
  - Un attentat à l’explosif a atteint à Nantes la voiture d’Aïssa Dermouche. Cette attaque intervient quelques jours après sa nomination au titre de préfet du Jura, ce qui fait de lui le premier préfet issu de l’immigration.
  - L’ex-épouse d’un témoin qui a exclu la thèse du complot visant à tuer Diana Spencer à Paris en 1997, a affirmé que son mari avait menti et qu’elle avait bien vu une Fiat Uno juste avant l’accident de voiture qui a coûté la vie à Diana, selon l’hebdomadaire The People.
- Égypte : Dans l’affaire du crash de l’avion de Flash Airlines, les responsables français ont remis hier à l’Égypte la seconde boîte noire comportant les derniers messages du Boeing 737 de Flash Airlines, alimentant l’espoir de déterminer les causes de la catastrophe qui a fait 148 morts.
- Irak : Attentat-suicide à la voiture piégée devant l’entrée principale de l’ancien palais présidentiel de Saddam Hussein, aujourd’hui siège de la coalition (QG américain) à Bagdad : 31 morts dont 2 américains et plus de 90 blessés.
- Israël : Le gouvernement israélien débat sur le tracé de la « clôture de sécurité » séparant Israël de la Cisjordanie, avec comme objectif de rendre cette barrière contestée plus défendable devant la justice israélienne, mais devant la Cour internationale de justice (CIJ) à La Haye qui doit se saisir de ce dossier le 23 février prochain.
  - La « clôture de sécurité », longue de 150 km et faite de parois de béton, de barbelés et de tranchées. Elle a pour fonction de barrer la route aux kamikazes palestiniens dont les attentats ont causé la mort de plus de 400 Israéliens ces trois dernières années.

### Lundi19 janvier 2004
- France : Dans le cadre de l’affaire du chalutier Bugaled-Breizh, le procureur de Quimper révèle que selon les premiers éléments de l ’enquête, le navire aurait été bien éperonné par un bâtiment de type porte-conteneurs.
- Italie : Dans l’affaire Parmalat, l’enquête a pris une nouvelle ampleur hier avec l’arrestation d’une onzième personne et la mise en cause de deux cabinets comptables italiens en tant que personnes morales.
- États-Unis : Dans l’État de l’Iowa, caucus du Parti démocrate remporté par le sénateur du Massachusetts John Kerry avec 37,6 % des suffrages.
- Irak :
  - L’administrateur américain Paul Bremer et son homologue britannique Jeremy Greenstock, accompagnés d’une dizaine de membres du Conseil intérimaire de gouvernement irakien, viennent à New York demander au Secrétaire général de l’ONU, Kofi Annan, l’envoi d’un mission d’experts de l’ONU, sur la « faisabilité » d’élections avant le 30 juin prochain.
  - À Bagdad, plus de cent mille chiites, partisans de l’ayatollah Ali al-Sistani, manifestent pour réclamer des élections directes à brève échéance.

### Mardi20 janvier 2004
- Grande-Bretagne : 258 cas de parents, condamnés ces dix dernières années pour le meurtre de leur bébé, vont être révisés après l’acquittement en décembre d’une mère accusée d’avoir tué ses deux fils, sans doute victimes de la « mort subite du nourrisson ».
- États-Unis : Le président George W. Bush, dans son discours sur l’état de l’Union défend fermement sa politique en Irak : « L’Amérique ne demandera jamais la permission pour défendre la sécurité de ses citoyens (...) il y a une différence entre conduire une coalition de plusieurs pays et se soumettre aux objections d’un petit nombre (...) Les terroristes continuent de comploter contre l’Amérique et le monde civilisé (...) David Kay a déjà identifié des dizaines de programmes liés aux armes de destruction massive ainsi que des montants significatifs d’équipements que l’Irak avait dissimulés aux Nations unies(...) si nous n’avions pas agi, les programmes d’armes de destruction massive du dictateur continueraient aujourd’hui (...) Tant que le Proche-Orient restera en proie à la tyrannie, au désespoir, à la colère, il continuera à produire des hommes et des mouvements qui menacent la sécurité de l’Amérique et de nos amis (...) Pour que la diplomatie soit efficace, les paroles doivent être crédibles et personne ne doit douter de la parole de l’Amérique (...) pour tous ceux qui aiment la paix et la liberté, le monde est meilleur et plus sûr sans le régime de Saddam Hussein ».
- Israël : L’armée de l’air israélienne a lancé deux raids au Liban sud en riposte à une attaque du Hezbollah lors de laquelle un soldat israélien a été tué à la frontière israélo-libanaise.
- Côte d’Ivoire : du 20 au 22 janvier, à Abidjan, procès du sergent Théodore Séry Tolou Dago, accusé du meurtre le 21 octobre dernier, du journaliste français Jean Hélène. Il sera reconnu coupable « d’homicide volontaire » et condamné le 22 janvier à 17 ans de prison ferme.

### Mercredi21 janvier 2004
- Espace : du 21 au 25 janvier, Le robot Spirit, premier des deux robots jumeaux lancés par la NASA au printemps 2003, ne répond plus.
- Mondialisation : du 21 au 25 janvier, à Davos en Suisse, 34e Forum économique mondial, avec en clôture l’intervention du vice-président des États-Unis, appelant l’Europe à soutenir « les réformes démocratiques en Iran » et les aspirations européennes de la Turquie".
- Iran : à la suite de la décision du Conseil des gardiens de la Constitution rendant inéligibles 3600 candidats aux prochaines élections législatives sur huit mille, plusieurs ministres réformateurs annoncent leur démission.
- Israël : Le premier ministre Ariel Sharon pourrait être poursuivi dans les prochains mois, après l’inculpation, hier par un tribunal, d’un homme d’affaires israélien accusé de tentative de corruption.
- Israël-Palestine :
  - Le ministre palestinien chargé des négociations, Saeb Erekat s’inquiète de l’absence de toute référence à leur conflit avec Israël dans le discours du président américain George W. Bush sur l’état de l’Union : « « Le fait que le président Bush n’ait pas mentionné de près ou de loin le processus de paix signifie que l’année 2004 sera celle du désengagement américain de ce processus et celle de l’absence de la feuille de route » qui est un plan de paix international prévoyant la création par étapes d’un État palestinien indépendant d’ici 2005. Israël pourrait profiter de cette situation « pour intensifier la colonisation et accélérer la construction du mur, ce qui conduira à davantage de détériorations, d’insécurité et d’instabilité dans la région », en référence à la ligne de séparation controversée érigée par Israël en Cisjordanie ».
  - De son côté, le porte-parole du gouvernement israélien, Avi Pazner a déclaré : « Cela prouve que le président Bush avait d’autres sujets plus importants à évoquer. En ce qui concerne le Moyen-Orient, il a une nouvelle fois insisté sur la nécessité que les pays de la région deviennent démocratiques, ce qu’Israël ne peut qu’approuver ».
- Rwanda : L’ancien commandant des Casques bleus au Rwanda en 1994, le lieutenant-général canadien Roméo Dallaire, aujourd’hui en retraite, a soutenu hier devant le Tribunal pénal international pour le Rwanda (TPIR) que c’est la garde présidentielle rwandaise qui a lancé le massacre qui a fait au moins 500 000 morts, après que l’avion du président rwandais a été abattu, le 6 avril 1994.
  - Le colonel Théoneste Bagosora, l’ancien chef d’État-major de l’armée rwandaise, est considéré comme le cerveau du génocide, en collaboration avec le brigadier-général Gratien Kabiligi, le colonel Anatole Nsengiyumva et le major Aloys Ntabakuze, tous accusés de génocide et de crimes contre l’humanité relatifs au massacre, étalé sur 100 jours, des Tutsis et des Hutus modérés.
  - Après la mort de dix Casques bleus belges le 7 avril 1994, le gouvernement belge avait ordonné le retrait de ses troupes, et le Conseil de sécurité des Nations unies ordonnait le retrait des autres Casques bleus le 21 avril. Le lieutenant-général Roméo Dallaire, avait affirmé avoir prévenu le quartier général de l’ONU à New York qu’un génocide se préparait trois mois avant les faits mais qu’on ne lui avait pas donné les moyens de contrer la tuerie.
- Santé : Selon une déclaration des responsables des institutions et des agences nationales de sécurité sanitaire des aliments des pays de l’Union Européenne : « Le surpoids et l’obésité représentent, en se fondant sur des preuves scientifiques sérieuses, une sévère menace pour la santé publique à travers l’ensemble de l’Europe. Il est nécessaire de prendre à l’heure actuelle des mesures efficaces et pertinentes en vue d’essayer de renverser la tendance croissante de prévalence de l’obésité. Si rien n’est entrepris les conséquences économiques et sociales pourraient être dramatiques. Il ne peut être exclu que la prochaine génération ait une espérance de vie inférieure à celle de ses parents ».

### Jeudi22 janvier 2004
- France :
  - Modification du Deuxième gouvernement de Jean-Pierre Raffarin, Nicole Guedj remplace Pierre Bédier en tant que Secrétaire d’État aux Programmes immobiliers de la Justice, auprès du garde des sceaux, ministre de la Justice.
- Grande-Bretagne : Une semaine avant la publication très attendue du rapport du juge Brian Hutton, la BBC s’est livrée à une cinglante autocritique dans un programme spécial sur l’affaire David Kelly, fustigeant sa propre direction pour avoir défendu un reportage imparfait sur l’exagération de la menace irakienne par le premier ministre.
- États-Unis :
  - Le président George W. Bush, apporte son soutien aux manifestants anti-avortement et salue notamment leur « cause juste » en déclarant « La vie humaine est une création, pas un bien matériel, et ne doit pas être utilisée comme élément de recherche et des expériences » et en rappelant plusieurs décisions prises depuis le début de son mandat, comme l’interdiction du clonage humain et, en novembre dernier, l’adoption d’une loi interdisant une méthode chirurgicale d’avortement tardif, contestée en justice par plusieurs associations, qui la considère comme un premier empiètement sur le droit à l’avortement, consacré par une décision de la Cour suprême en 1973. Selon un sondage récent 60 % des américains n’ont pas d’avis tranché sur la question.
  - Dans l’affaire Enron, l’ancien directeur de la comptabilité, Richard Causey, 44 ans, a été inculpé pour avoir contribué à l’organisation d’une « gigantesque escroquerie » ayant permis de faire flamber le cours de Bourse d’Enron avant sa faillite. IL plaide non coupable des six chefs d’inculpation pour infractions et complicité d’infractions à la législation sur les valeurs mobilières qui lui ont été signifiés. Il encourt une peine maximale de 55 ans de prison et une amende de 5,25 millions $US. Selon l’acte d’accusation : « Richard Causey était un des principaux architectes et opérateurs du plan destiné à manipuler les résultats publiés par Enron ».

### Vendredi23 janvier 2004
- Union européenne : La Commission européenne décide un embargo sur les importations de viande de poulet en provenance des pays de l’Asie. L’épidémie de grippe aviaire asiatique qui touche 10 pays, a causé la mort de 8 personnes et a obligé à l’abattage de plus de 20 millions de poulets.
- Russie : le ministre français des Affaires étrangères, Dominique de Villepin, en visite officielle à Moscou déclare : « La Russie a vocation à être un pilier majeur du nouvel ordre international, par sa position entre Europe et Asie », et appelle à un « partenariat stratégique » entre la Russie et l’Union européenne.
- États-Unis :
- Irak :
  - David Kay (en), directeur de l’Irak survey group, chargé depuis avril 2003 de découvrir les armes de destruction massive, démissionne en déclarant : « Je ne pense pas (que ces armes) aient existé (...) Il n’a pas été possible de trouver la moindre preuve matérielle d’un programme ».
  - Il est remplacé par Charles Duelfer, ancien vice-président de la Commission spéciale des Nations unies qui était chargée du démantèlement des armes de destruction massive en Irak de 1993 à l’an 2000.
- Économie : Selon l’Organisation internationale du travail (OIT), dans son rapport annuel sur l’emploi dans le monde, à partir de statistiques fournies par les 180 pays membres, le chômage est resté à un niveau record dans le monde en 2003 avec 185,9 millions de personnes à la recherche d’un emploi, soit 6,2 % de la population active totale (185,4 millions en 2002 et 160 millions en 2001).
  - L’épidémie de SRAS (syndrome respiratoire aigu sévère) essentiellement en Asie, la guerre en Irak et la morosité persistante dans l’industrie du tourisme mondial alimentée par les craintes d’attentats se sont conjuguées l’an dernier pour créer 500 000 chômeurs supplémentaires. L’organisation espère que la reprise économique en cours se traduira par une décrue en 2004. Structure du chômage : Hommes 108,1 millions (+0,6 %) – Femmes 77,8 millions (-0,1 %) – Jeunes (15 à 24 ans) 88,2 millions.
  - Dans ce rapport ne sont pas pris en compte les spécificités chinoises, soit 150 millions de sans-emploi ruraux, ni les millions d’ouvriers licenciés par les entreprises d’État (4 % de la population active).
  - Le nombre de « travailleurs pauvres », qui gagnent moins d’un dollar américain par jour, essentiellement dans les pays en développement, reste stable à 550 millions de personnes.
- Environnement : Selon une récente étude de l’université de Leeds (Grande-Bretagne), le quart des espèces végétales et animales pourraient s’éteindre avant 2050, à cause du réchauffement climatique. C’est la première tentative de modéliser à l’échelle de la planète les effets du réchauffement du climat sur les espèces animales et végétales.
- Espace :
  - La sonde Mars Express apporte la preuve qu’il y a de l’eau sous forme de glace sur la planète Mars.
  - La NASA a perdu temporairement le contact avec le robot Spirit sur Mars.

### Samedi24 janvier 2004
- France : Le défilé de nouvel an chinois (année du singe), et marquant l’Année de la Chine en France, rassemble plus de deux cent mille spectateurs sur les Champs-Élysées à Paris.
- Québec : Avec la divulgation de l’identité de Maria Di Lorenzo, cette chirurgienne séropositive qui, sans que la haute administration de l’hôpital Sainte-Justine ne soit informée de son état de santé, a opéré 2614 enfants entre 1990 et juin 2003, éclate l’affaire de la chirurgienne de Sainte-Justine.
- Irak :
  - Après avoir déclaré qu’il ne croyait pas que le régime de Saddam Hussein possédait des armes prohibées avant la guerre, David Kay, qui vient de démissionner de son poste, s’est interrogé sur la ""’capacité des services du renseignement à recueillir des informations vraies et valables".
    - En réponse à un responsable de la CIA qui avait souligné que David Kay lui-même avait prédit l’an dernier que ses recherches d’armes en Irak seraient fructueuses, il a que ses prédictions « ...me hantent parce que je me dis »comment avons-nous tous pu nous tromper à ce point ?" ".

  - Sur le terrain, trois soldats américains étaient portés disparus hier à Mossoul après le chavirage d’un bateau et la chute d’un hélicoptère dans le Tigre, tandis qu’un GI a été tué dans une attaque au nord de Bagdad.
  - Le ministre de l’Électricité Ayham Al-Samarraï a accepté d’autoriser des compagnies privées irakiennes ou étrangères à construire et exploiter des centrales électriques afin de mettre un terme à la pénurie de courant.
- Tunisie : Cérémonie d’ouverture de la 24e édition de la Coupe d’Afrique des nations.

### Dimanche25 janvier 2004
- Brésil : São Paulo fête les 450 ans de sa fondation, dans une grande fête populaire (carnaval, concerts, gâteau géant de 450 mètres...).
- Irak : Une liste de 270 personnalités et sociétés, qui auraient bénéficié des largesses de la part de l’ancien régime de Saddam Hussein est publiée par le journal indépendant Al-Mada (L’Indépendant), créé en décembre 2003. Il s’agissait de « coupons » signés par le dictateur qui étaient échangés contre du pétrole brut, selon la quantité désignée sur le document.
  - Il s’agirait de ministres, anciens ministres et entreprises de pays arabes, européens, asiatiques, africains et d’Amérique, et l’ensemble des « cadeaux » représente plusieurs centaines millions de barils de pétrole brut. Parmi eux
    - Onze Français sont cités, dont Patrick Mougin (25 millions), l’Association d’Amitié franco-arabe (15,1 millions), Charles Pasqua (12 millions), Bernard Miramé (11 millions), Michel Grimard, Gilles Munier, secrétaire général des Amitiés franco-irakiennes.
    - en Europe, 46 entités et personnalités Russes, douze Ukrainiens, onze Suisses, huit Italiens, six Biélorusses, quatre Yougoslaves, trois Espagnols, deux Autrichiens, deux Irlandais, deux Britanniques dont le député George Galloway (19 millions), deux Bulgares, deux Roumains, un Hongrois, un Hollandais et un parti slovaque,
    - aux Amériques : deux Américains, deux Brésiliens, un Canadien et un Panaméen, et des dizaines d’autres à travers le monde.

  - Cependant, selon certaines sources, ce document serait un faux, fabriqué à partir des papiers subtilisés dans les ministères au moment de la chute de Bagdad et opportunément sorti, alors que David Kay, publie son rapport et démissionne de son poste de directeur de l’Irak survey group, mettant le président américain en difficulté, cependant certaines des personnes citées sur la liste, reconnaissent les faits, tout en déclarant ces pratiques tout à fait légales et connues, dans le cadre du programme Pétrole contre nourriture.
- Israël-Palestine : Dans une interview accordée de Gaza par Abdelaziz Rantissi, un des plus hauts dirigeants du mouvement, le mouvement intégriste Hamas s’est dit prêt hier à conclure une trêve de 10 ans avec Israël en échange d’un retrait israélien des territoires occupés depuis 1967.
- Indonésie : Le gouvernement indonésien reconnaît être à son tour frappée par l’épidémie de grippe aviaire et qu’elle a frappé des millions de poulets, mais affirmant qu’elle ne s’était pas transmise aux humains.
  - Les analyses montreront s’il s’agit de la même souche que celui qui a tué six personnes et des millions de poulets dans six pays d’Asie (Cambodge, Taïwan, Japon, Corée du Sud, Thaïlande et Viêt Nam).
  - Jusqu’à présent le gouvernement indonésien affirmait que les décès de poulets enregistrés étaient imputables à la maladie de Newcastle, une autre affection aviaire, inoffensive pour l’homme.
- Espace : La sonde Opportunity se pose avec succès sur un site de la planète Mars qui semble très prometteur. Les images en noir et blanc et en couleur transmises montrent notamment près du robot un affleurement rocheux, dont l’intérêt scientifique réside dans le fait, par rapport à des cailloux, qu’il s’agit d’une roche locale, liée à l’histoire de cet endroit, et qu’elle ne vient pas d’ailleurs.
  - Le responsable scientifique de la mission Steve Squyres enseignant de l’université Cornell (État de New York) a déclaré : « C’est le premier affleurement rocheux [accessible] jamais trouvé sur Mars (...) Opportunity s’est posé dans un paysage bizarre, étrange ».
  - Le robot mobile à six roues, d’un poids environ 180 kg, est équipé de quatre instruments d’analyse géologique et d’une foreuse permettant de mettre la roche à nu.
- Portugal : Le footballeur hongrois Miklos Fehér décède sur le terrain à la suite d'une attaque cardiaque survenue durant un match de championnat opposant son club du Benfica Lisbonne au Vitoria Guimarães.
- Rallye automobile : Sébastien Loeb remporte le Rallye automobile Monte-Carlo.

### Lundi26 janvier 2004
- Union européenne : Le groupe pharmaceutique français Sanofi-Synthélabo annonce le lancement d’une offre publique mixte d’achat-échange sur son concurrent franco-allemand Aventis pour un montant estimé de 47,8 milliards d’euros. Cette fusion permettra de créer le no 3 mondial de la l’industrie pharmaceutique derrière l’américain Pfizer et le britannique GlaxoSmithKline..
- En France :
  - du 26 au 29 janvier, visite d’État en France du Président de la République populaire de Chine, Hu Jintao.
    - Son discours devant l’Assemblée nationale a été marqué par un boycott massif des députés, soucieux des droits de l’homme en Chine et au Tibet.
    - Le président Jacques Chirac a signé avec lui une déclaration commune faisant mention du devoir des États de promouvoir et de protéger tous les droits de l’Homme et toutes les libertés fondamentales.
      - Dans le même temps, il a appelé à la levée de l’embargo européen sur les ventes d’armes à Pékin.
      - Il a aussi condamné le référendum prévu en mars à Taïwan sur les relations Pékin-Taipeh et le renforcement des défenses de l’île.

    - Hu Jintao a, par ailleurs, annoncé l’achat par la China Southern Airlines de 21 appareils à la compagnie Airbus.

  - Le groupe Sanofi-Synthélabo lance une OPA-OPE non sollicitée sur le groupe Aventis, dans le but de former le no 1 européen de la chimie-pharmacie et no 3 mondial.
- Russie : Le secrétaire d’État américain Colin Powell, venant de Tbilissi en Géorgie, est en visite à Moscou.
- États-Unis : Selon le Congressional Budget Office (CBO), le nouveau déficit budgétaire battrait le record de 477 milliards $US cette année, voire plus en cas de dépenses supplémentaires ou de baisses d’impôts, et représentera 4,2 % du PIB. Le déficit budgétaire devrait ensuite revenir à 362 milliards $US en 2005. il a été de 375 milliards $US en 2003.
  - Sur la décennie allant de 2004 à 2013, le déficit cumulé devrait avoisiner les 2400 milliards $US. De plus la COB lance un avertissement : « Même si la croissance s’avère plus forte que prévu, de considérables tensions à long terme sur le budget vont commencer à s’intensifier au cours de la prochaine décennie alors que la génération du baby-boom commencera à partir à la retraite ».
- Iran : le Conseil des gardiens de la révolution islamique, a mis son veto la veille à une réforme du code électoral approuvée en urgence dimanche pour permettre aux candidats réformateurs invalidés de se présenter aux législatives du 20 février.
- Israël-Palestine : en réponse à l’offre Hamas qui s’est dit prêt hier à conclure une trêve de 10 ans avec Israël en échange d’un retrait israélien des territoires occupés depuis 1967, les Israéliens répondent que toute modération prêtée à ce mouvement responsable de sanglants attentats suicide n’est qu’un écran de fumée pour lui permettre de mieux fourbir ses armes contre l’État juif dont il a juré la destruction.
- Économie : Selon un sondage réalisé par la firme Gallup International, auprès de 43 000 personnes dans 51 pays, plus de la moitié d’entre eux estimeraient en effet que l’économie de leur pays s’est dégradée au cours des dix dernières années contre seulement 31 % qui penseraient le contraire, et leur perception de l’avenir serait à peine plus rose.
- Santé : une équipe internationale de chercheurs a découvert deux gènes qui quintuplent le risque de développer la lèpre et qui, de ce fait, expliqueraient sa persistance malgré tous les moyens déployés pour l’éradiquer. De plus, la fonction de ces gènes est si fondamentale dans la vie des cellules qu’ils pourraient bien jouer un rôle déterminant dans plusieurs autres maladies infectieuses particulièrement dévastatrices.
- Sport : le champion de football français Zinédine Zidane, qui s’est présenté, devant la justice italienne pour témoigner lors du procès pour dopage de son ancien club, la Juventus, avoue avoir pris de la créatine.

### Mardi27 janvier 2004
- Nations unies : le Secrétaire général de l’ONU, Kofi Annan, après un entretien avec le président français Jacques Chirac, à Paris, annonce qu’il accepte qu’une mission d’experts sur l’organisation d’élections soit envoyée en Irak
- États-Unis : dans l’État du l’New Hampshire, caucus du Parti démocrate remporté par le sénateur du Massachusetts John Forbes Kerry avec 39 % des suffrages.
- Afghanistan : attentat-suicide à Kaboul contre un véhicule militaire de l’ISAF : 1 soldat canadien tué et 3 autres blessés, et faisant aussi un mort et huit blessés parmi les civils afghans.
- Irak : treize personnes, dont six soldats de la coalition et deux employés irakiens de CNN, ont été tués, alors que le secrétaire général de l’ONU s’est dit prêt à envoyer une mission pour étudier la possibilité de tenir des élections dans ce pays, sous réserve que sa sécurité soit garantie
- Asie : alors que dix pays sont désormais touchés par la grippe aviaire (Cambodge, Chine, Corée du Sud, Indonésie, Japon, Laos, Pakistan, Thaïlande, Taïwan, Viêt Nam), et a fait un total de 8 morts, les abattages de volailles se poursuivent pour tenter d’enrayer l’épizootie.
  - Vendredi, Anton Rychener, responsable de la FAO au Viêt Nam, s’est dit préoccupé par la réticence à abattre les volailles dans ce pays : « Je suis un peu inquiet. Le gouvernement ne paie que 5000 dongs pour un poulet tué, mais leur valeur marchande dépasse les 50 000 dongs ».
  - Selon Shigeru Omi, directeur régional de l’Organisation mondiale de la santé (OMS), les scientifiques redoutent une mutation du virus de la grippe aviaire (virus H5N1) qui pourrait engendrer une forme entièrement nouvelle de grippe humaine, comparable à celle de la grippe espagnole, et une pandémie au potentiel dévastateur qui pourrait causer « des millions de morts dans le monde ». La grippe espagnole de 1918-19, fut une terrible pandémie meurtrière avec un bilan estimé entre 40 et 50 millions de morts.
- Alimentation : le gouvernement américain a rejeté, dans une lettre confidentielle au directeur général de L’Organisation mondiale de la santé, tout lien entre l’obésité et la mauvaise nourriture.
  - Cette lettre de William Steiger, assistant spécial au Département de la Santé, est la réponse officielle au rapport d’avril 2003 de l’OMS et du FAO qui disait que l’ajout de sucre aux aliments devrait être plafonné à 10 % et que les gouvernements devraient prendre des mesures pour limiter l’exposition des enfants à la publicité pour la nourriture « de camelote ». Voir Médi CMS

### Mercredi28 janvier 2004
- France : l’ancien ministre de l’Intérieur Charles Pasqua, dont le nom est cité dans la liste publiée dans un journal irakien, des personnalités qui auraient été « récompensées » de leur soutien à l’Irak avec des barils de pétrole, dément, dans un entretien au journal Le Monde, avoir été financé par le régime de Saddam Hussein : « Je n’ai jamais rien reçu de Saddam Hussein, ni pétrole ni argent. je ne suis pas et je n’ai jamais été un ami de Saddam Hussein ».
- Grande-Bretagne : Dans le cadre de l’Affaire David Kelly, le rapport du juge Hutton, blanchit de fait le Premier ministre Tony Blair et son ancien directeur de cabinet Alastair Campbell, en affirmant que ceux-qui n’ont rien fait pour « gonfler » et rendre « plus sexy » le dossier sur l’arsenal irakien, et n’ont pas livré le nom de David Kelly à la presse.
  - Par contre, la radio-télévision publique BBC est reconnue comme l’unique coupable dans une affaire d’État qui s’est soldée par la mort d’un homme. Le rapport juge ses dirigeants « fautifs », son organisation « déficiente » et ses allégations à l’encontre du gouvernement de Tony Blair « infondées ». Son président Gavyn Davies, et son directeur général, Greg Dyke sont contraints à la démission. Le nouveau président par intérim Richard Ryder présente des « excuses sans réserves » au gouvernement.
  - Le Premier ministre Tony Blair déclare : « Je demande à ceux qui ont affirmé de manière répétée que j’ai menti là-dessus [...] de retirer cette allégation ».
- Irak : Attentat-suicide à Bagdad causant la mort de trois civils.
- Israël-Palestine : lors d’une opération de l’armée israélienne à Gaza, 13 palestiniens ont été tués hier dans les affrontements les plus violents de ces derniers mois.
- Internet : le nouveau virus informatique MyDoom (= Mydoom.A, Novarg.A, Shimg, Mimail.R) a submergé les messageries et le service peer-to-peer Kazaa très rapidement. Pour se protéger, il faut avoir un antivirus à jour, être sous un système MacOS ou être sous Linux.
- Génétique : une équipe américano-japonaise a réussi à modifier génétiquement le sperme d’un poisson et à faire transmettre la modification génétique à chaque cellule incluant les spermatozoïdes et les ovules de ses descendants, le transférant ainsi aux générations futures.

### Jeudi29 janvier 2004
- France : forte manifestation des chercheurs à Paris et dans plusieurs villes de province contre le faible budget alloué à ce secteur primordial pour la santé, l’industrie, la culture et le rayonnement de la France.
  - Les chercheurs estiment que pour sauver la recherche environ 3 % du PIB (contre 1 % aujourd’hui, et même 0,3 % si l’on ôte la recherche militaire) devrait y être consacré d’ici à 2010. Les estimations du nombre de manifestants dans la capitale oscillent entre 6 000 et 10 000. En moins d’un mois, plus de 35 000 chercheurs et 15 000 autres citoyens ont signé une pétition en ligne intitulée Sauvons la recherche[2]. Les chercheurs menacent d’une démission collective d’ici au 9 mars en l’absence de réaction du gouvernement.
- États-Unis : la conseillère d’État Condoleezza Rice, écarte l’idée, émise par les démocrates, d’une commission d’enquête sur les armes de destruction massive.
- Israël-Palestine : attentat-suicide palestinien à Jérusalem : 10 civils israéliens tués
  - Représailles de l’armée israélienne à Bethléem.

### Vendredi30 janvier 2004
- Pays sous-développés : au siège des Nations unies à Genève, le président brésilien Luiz Inácio Lula da Silva a repris à son compte l’idée du président français Jacques Chirac qui a proposé la création d’une taxe internationale sur les ventes d’armes et les transactions financières afin de financer une relance de la lutte contre la faim dans le monde. Les ressources ainsi recueillies iront à un « fonds spécial » de lutte contre la faim », que Jacques Chirac a surnommé « le Fonds Lula », ce qui ressemble à la « taxe Tobin ». Une réunion internationale aurait lieu sur ce thème à Paris au mois d’avril.
  - Le secrétaire général de l’ONU a appelé de son côté les pays riches à « ouvrir entièrement leurs marchés à tous les produits des pays en développement » et à « éliminer toutes les subventions qui soumettent les producteurs des pays en développement à une concurrence déloyale ».
- Allemagne : le cannibale de Rotenburg, Armin Meiwes, 42 ans, a été blanchi hier du chef d’accusation de « meurtre par plaisir sexuel », le tribunal le condamnant à huit ans et demi de prison pour avoir tué et mangé en 2001 l’ingénieur masochiste berlinois Bernd Brandes, victime consentante qui cherchait à « éprouver l’excitation ultime ». Ce procès a fait découvrir un monde insoupçonné de fantasmes humains se donnant libre cours par Internet.
- France : Dans le cadre de l’affaire des emplois fictifs de la mairie de Paris, le tribunal correctionnel de Nanterre condamne Alain Juppé, le président de l’UMP, à 18 mois de prison avec sursis et dix ans d’inéligibilité pour « prise illégale d’intérêt ». Les juges estiment dans l’écrit, qu’Alain Juppé a « trompé la confiance du peuple souverain ».
  - De plus certains magistrats ont semble-t-il reçu des pressions et ont eu « l’impression » d’être sur écoute.
- Grande-Bretagne : le journaliste de la BBC Andrew Gilligan, gravement mis en cause par le rapport Hutton, a annoncé hier sa démission, qui vient s’ajouter à celles du président et du directeur général d’une radio-télévision publique en pleine crise de confiance.
  - Il a cependant défendu la substance de son scoop axé sur le dossier irakien et vivement dénoncé l’absence d’équité du rapport Hutton, en déclarant : « Ce rapport jette un froid sur le monde du journalisme, pas seulement celui de la BBC. Il vise à demander des journalistes, avec toutes les difficultés auxquelles ils sont confrontés, un niveau d’excellence qu’il ne semble pas exiger par exemple des dossiers du gouvernement ».
- Internet : selon les Baromètres multimédia de Médiamétrie, le nombre d’internautes français ayant effectué un achat en ligne a augmenté de 51 % entre décembre 2002 et décembre 2003, 4 032 000 internautes auraient acheté en ligne au cours du dernier mois de l’année, soit 21,2 % de la population internaute. Voir Médiamétrie
- Naissance d'Alix

### Samedi31 janvier 2004
- Europe : journée de manifestation européenne pour la régularisation des « sans-papiers » et pour la fermeture des centres de rétention. Les principaux lieux de rassemblements sont à Paris, Marseille, Lille, Lyon, Grenoble, Turin, Rome, Caltanissetta, Fribourg (Suisse), Genève, Lausanne, Berne, Londres, Bruxelles, Malaga, Madrid, Vienne.
- France : La Cour d’assises de Meurthe-et-Moselle a condamné Raphaël Merzouk, un polytoxicomane de 29 ans, à trente ans de réclusion criminelle pour le meurtre du bébé de sa concubine, la petite Océane, âgée de 23 mois, battue à mort, le 6 décembre 2000, parce qu’il ne supportait plus les pleurs de l’enfant.

### Décès
- 14 janvier : Anastasia van Burkalow, professeure américaine de géographie, hymnologue (° 16 mars 1911)